# Heterochromis multidens
Heterochromis multidens es una única especie de pez en la subfamilia Heterochromidinae en la familia Cichlidae. La especie es endémica del Congo en Zaire en el centro de África. Este género está más relacionado con especies de las zonas neotripicales que con otros cíclidos africanos.